# Овінгсвілл (Кентуккі)
Овінгсвілл (англ. Owingsville) — місто (англ. city) в США, в окрузі Бат штату Кентуккі. Населення — 1593 особи (2020).

## Географія
Овінгсвілл розташований за координатами 38°8′17″ пн. ш. 83°46′0″ зх. д. / 38.13806° пн. ш. 83.76667° зх. д. (38.137950, -83.766662).  За даними Бюро перепису населення США в 2010 році місто мало площу 6,24 км², з яких 6,19 км² — суходіл та 0,06 км² — водойми. В 2017 році площа становила 6,57 км², з яких 6,51 км² — суходіл та 0,06 км² — водойми.

## Демографія
Згідно з переписом 2010 року, у місті мешкало 1530 осіб у 670 домогосподарствах у складі 400 родин. Густота населення становила 245 осіб/км².  Було 788 помешкань (126/км²).
Расовий склад населення:
| - 92,2 % — білих - 4,2 % — чорних або афроамериканців - 0,5 % — корінних американців - 0,1 % — азіатів |

До двох чи більше рас належало 2,0 %. Частка іспаномовних становила 1,9 % від усіх жителів.
За віковим діапазоном населення розподілялося таким чином: 24,3 % — особи молодші 18 років, 53,6 % — особи у віці 18—64 років, 22,1 % — особи у віці 65 років та старші. Медіана віку мешканця становила 42,5 року. На 100 осіб жіночої статі у місті припадало 81,5 чоловіків;  на 100 жінок у віці від 18 років та старших — 71,8 чоловіків також старших 18 років.
Середній дохід на одне домашнє господарство  становив 39 452 долари США (медіана — 26 167), а середній дохід на одну сім'ю — 48 441 долар (медіана — 34 453). Медіана доходів становила 38 750 доларів для чоловіків та 40 903 долари для жінок. За межею бідності перебувало 30,3 % осіб, у тому числі 45,8 % дітей у віці до 18 років та 21,4 % осіб у віці 65 років та старших.
Цивільне працевлаштоване населення становило 582 особи. Основні галузі зайнятості: освіта, охорона здоров'я та соціальна допомога — 33,2 %, мистецтво, розваги та відпочинок — 16,7 %, роздрібна торгівля — 8,2 %, виробництво — 8,2 %.